# A Corazón Abierto
 (janvier 2017).
Si vous disposez d'ouvrages ou d'articles de référence ou si vous connaissez des sites web de qualité traitant du thème abordé ici, merci de compléter l'article en donnant les références utiles à sa vérifiabilité et en les liant à la section « Notes et références ».
Albums de Alejandro Fernández
100 Años de Música Mexicana en Vivo
(2004) Viento a favor
(2007)
Singles
1. Me dediqué a perderte
Sortie : 20 août 2004
2. Canta corazón
Sortie : 2004
3. Qué lástima
Sortie : 10 janvier 2005
4. Qué voy hacer con mi amor
Sortie : 2005

A Corazón Abierto est le onzième album studio du chanteur mexicain Alejandro Fernández, sorti en 2004 et qui comprend une sélection de titres mélangeant pop et ballade.

## Liste des titres

### CD
| 1.    | Para vivir                                           | Kike Santander                              | 4:11 |
| 2.    | Me dediqué a perderte                                | Leonel García                               | 3:54 |
| 3.    | Canta Corazón                                        | Gian Marco                                  | 4:14 |
| 4.    | Qué voy a hacer con mi Amor                          | Luis Carlos Monroy, Raúl Ornelas            | 4:08 |
| 5.    | Si Alguna vez                                        | Kike Santander                              | 4:15 |
| 6.    | Que Lástima                                          | Jaime Flores                                | 4:23 |
| 7.    | Tengo Ganas                                          | Gian Marco                                  | 3:36 |
| 8.    | Se Va                                                | Gustavo Santander, Kike Santander           | 3:25 |
| 9.    | Lo que pudo ser                                      | Reyli Barba, Jaime Flores                   | 4:24 |
| 10.   | Me iré                                               | Christian Leuzzi, Kike Santander            | 4:08 |
| 11.   | Dame un minuto                                       | Gian Marco                                  | 4:21 |
| 12.   | Muy lejos de ti                                      | Bernardo Ossa, Omar Sánchez, Kike Santander | 4:20 |
| 13.   | Me dediqué a perderte (version salsa [piste cachée]) | Leonel García                               | 4:32 |
| 53:48 |                                                      |                                             |      |

### DVD
1. Me dediqué a perderte (Vidéo)
2. Alejandro - De Gira
3. Cronología
4. Lucharé por tu amor (Vidéo)

## Crédits

### Membres du groupe
- Rodrigo Cárdenas : basse
- Jason Carder : trompette
- Dana Teboe : trompette
- Pepe Damián : batterie
- Richard Bravo : percussions
- Beto Dominguez : percussions
- Manny López : guitare acoustique
- Daniel Ortega : guitare électrique
- Wendy Pederson : chœurs
- Vicky Echeverri : chœurs
- Fernando de Santiago : vihuela
- Marco Antonio Santiago : guitarrón
- Pancho Ruiz : basse électrique
- Novi Novag : viole, arrangements des cordes
- Milton Salcedo : piano, Fender Rhodes, claviers, arrangement, programmation, producteur, arrangements des vents
- Kike Santander : guitare espagnole, guitare acoustique, arrangement, producteur, arrangements des vents
- Aureo Baqueiro : percussions, Fender Rhodes, arrangement, claviers, programmation, producteur, ingénieur, arrangement voix, arrangements des cordes, direction artistique, direction, A&R
- Daniel Betancourt : arrangements, claviers, programmation, producteur
- Ramiro Teran : chœur, ingénieur
- Alfredo Oliva : comédien de concert

### Équipes techniques
- Miami Symphonic Strings : cordes
- Paul Forat : direction artistique, A&R
- Sergio Minski : production coordination
- Richie Perez : ingénieur
- Freddie Sandoval : ingénieur
- Juan Jose Virviescas : ingénieur
- Pablo Arraya : ingénieur, ingénieur voix
- Esteban Aristizabal : ingénieur voix
- Luis Gil : Ingénierie des percussions
- Gustavo Borner : mixage, ingénieur des cordes
- Mike Couzzi : ingénieur des cordes
- Bill Meyers : arrangements des cordes
- José Antonio Molina : arrangements des cordes
- Boris Milan : mixage
- Don C. Tyler : masterisation
- Ian Cuttler : direction artistique, design
- Pablo Alfaro : photographie
- Marco Moreno : assistant, Pro Tools
- Luis Angel Cortez : assistant

## Classements

### Album
| Année | Chart                                      | Meilleure position | Semaines dans le classement |
| ----- | ------------------------------------------ | ------------------ | --------------------------- |
| 2004  | Billboard Latin Pop Albums                 | 1                  | 47                          |
| 2004  | Billboard Top Latin Albums                 | 2                  | 50                          |
| 2004  | Billboard The Billboard 200                | 125                | 5                           |
| 2004  | Billboard Top Heatseekers                  | 3                  | 22                          |
| 2004  | Billboard Top Heatseekers (Mountain)       | 3                  | 2                           |
| 2004  | Billboard Top Heatseekers (Pacific)        | 1                  | 9                           |
| 2004  | Billboard Top Heatseekers (South Atlantic) | 5                  | 6                           |
| 2004  | Billboard Top Heatseekers (South Central)  | 3                  | 5                           |
| 2004  | Billboard Billboard Comprehensive Albums   | 131                | 4                           |

### Singles
| Année | Chart                                    | Titre                 | Meilleure position | Semaines dans le classement |
| ----- | ---------------------------------------- | --------------------- | ------------------ | --------------------------- |
| 2004  | Billboard Bubbling Under Hot 100 Singles | Me Dediqué A Perderte | 6                  | 15                          |
| 2004  | Billboard Hot Latin Songs                | Me Dediqué A Perderte | 1                  | 33                          |
| 2004  | Billboard Latin Regional Mexican Airplay | Me Dediqué A Perderte | 10                 | 12                          |
| 2004  | Billboard Latin Pop Airplay              | Me Dediqué A Perderte | 2                  | 35                          |
| 2004  | Billboard Latin Tropical Airplay         | Me Dediqué A Perderte | 4                  | 9                           |
| 2004  | Billboard Hot Latin Songs                | Qué Lástima           | 15                 | 18                          |
| 2005  | Billboard Latin Pop Airplay              | Qué Lástima           | 10                 | 26                          |
| 2005  | Billboard Hot Latin Songs                | Canta Corazón         | 24                 | 11                          |
| 2005  | Billboard Latin Pop Airplay              | Canta Corazón         | 9                  | 20                          |